# Walerand-Lambert de Ryckman
Pour les autres membres de la famille, voir Famille de Ryckman.
Walerand-Lambert de Ryckman, né le 23 juillet 1624 à Liège et mort le 13 juin 1694  à Liège, est un militaire et juriste, bourgmestre de Liège.
Il est le père de Jean de Ryckman de Betz et de Lambert de Ryckman.

## Biographie
Il se dirigea d'abord vers la carrière des armes et fut nommé capitaine des Jeunes arbalétriers de Liège en 1648 par le prince-évêque de Liège. Il servit en 1651 à Maastricht au service des États généraux des Provinces-Unies.
Licencié en droits civil et canon de l'Université de Louvain en 1653, il devient avocat à la Cour spirituelle de Liège en 1658.
Bourgmestre de Liège en 1682, il tente d'épurer les finances de la ville.
Il est aux prises avec des révoltes en 1683 qu'il fait réprimer.
Il est ensuite nommé conseiller permanent de la Cité de Liège.

## Sources
- « Ryckman (Walerand - Lambert de) », dans Biographie nationale de Belgique, Académie royale de Belgique, 1965

- Notice dans un dictionnaire ou une encyclopédie généraliste :   - Biographie nationale de Belgique
- Notices d'autorité :   - VIAF